# Тимонинская (Мишутинский сельсовет)
Тимонинская — деревня в Вожегодском районе Вологодской области на реке Неньга.
Входит в состав Мишутинского сельского поселения, с точки зрения административно-территориального деления — в Мишутинский сельсовет.
Расстояние по автодороге до районного центра Вожеги — 73 км, до центра муниципального образования Мишутинской — 7 км. Ближайшие населённые пункты — Есинская, Алферьевская, Лощинская, Глазуновская.
По переписи 2002 года население — 2 человека.